# Linha de visão
Line of sight ou linha de visão (ou abreviada em inglês para LoS), é a visibilidade (isto é, quem pode ver o quê) em um campo de jogo em jogos de guerra e em alguns jogos de interpretação de papéis (RPGs). Muitas habilidades só podem ser usadas em entidades dentro da linha de visão de um personagem.
Em alguns jogos, figuras em miniatura são usadas para determinar a linha de visão. Muitos jogos de guerra usam contadores para representar unidades e determinar a linha de visão. Uma técnica comum é segurar um pedaço de linha entre dois contadores. Se o fio, mantido reto, não encontrar nenhum obstáculo, a linha de visão é válida.
O primeiro jogo de computador a implementar gráficos para representar a de linha de visão foi Dungeon, que era jogado em um computador mainframe PDP-10 (1975).

## Exemplos
Um tanque atrás de uma colina alta não seria capaz de ver um tanque inimigo do outro lado da colina. Portanto, o primeiro tanque não tem uma linha de visão(LoS) para o tanque inimigo. Por outro lado, um esquadrão de soldados no topo da colina pode ser capaz de ver os dois tanques, embora os tanques possam não ser capazes de vê-los (já que a linha de visão para cima do tanque é limitada).

### Em jogos eletrônicos
A linha de visão é crucial para muitos tipos de jogos eletrônicos, incluindo, mas não se limitando a, jogos de tiro em primeira pessoa, jogos de estratégia, jogos de stealth e RPGs eletrônicos . Em jogos simplistas com uma perspectiva de cima para baixo, como roguelikes, o algoritmo de linha de Bresenham pode ser usado para calcular e determinar a linha de visão. Em jogos de primeira pessoa e simuladores de vôo, uma árvore k-d implícita pode ser usada para avaliar eficientemente as consultas de linha de visão de um determinado terreno.

### Em RPGs
Em um RPG, os jogadores podem não ver portas, objetos ou monstros localizados nos cantos das esquinas de uma masmorra.
Em alguns RPGs live-action, como o NERO International, a linha de visão é usada como a duração de alguns feitiços e habilidades. Por exemplo, um feitiço de paralisar dura apenas enquanto o alvo permanecer dentro da linha de visão do lançador do feitiço.
Por outro lado, a linha de visão pode ser usada ofensivamente, como atrair um jogador para trás de um pilar para preparar uma armadilha - seu companheiro de equipe, estando fora da linha de visão, não será capaz de ajudar até que ele entre na LoS, o que, por sua vez, leva tempo. Este é geralmente o momento chave para atacar e matar, se o jogador cair na armadilha.

Um algoritmo para calcular a linha de visão de maneira bidimensional é fornecido no projeto StraightEdge.  